# Мужберское (сельское поселение)
Мужберское — упразднённое муниципальное образование со статусом сельского поселения в Игринском районе Удмуртии Российской Федерации.
Административный центр — деревня Мужбер.

## История
Статус и границы сельского поселения установлены Законом Удмуртской Республики от 19 ноября 2004 года № 65-РЗ «Об установлении границ муниципальных образований и наделении соответствующим статусом муниципальных образований на территории Игринского района Удмуртской Республики»
К 18 апреля 2021 года упраздняется в связи с преобразованием района в муниципальный округ.

## Население
| 2010 | 2012 | 2013 | 2014 | 2015 | 2016 | 2017 |
| ---- | ---- | ---- | ---- | ---- | ---- | ---- |
| 504  | ↘481 | ↗482 | ↘472 | ↗478 | ↘452 | ↘426 |
| 2018 | 2019 | 2020 |      |      |      |      |
| ↘419 | ↘412 | ↘394 |      |      |      |      |

## Состав сельского поселения
| № | Населённый пункт | Тип населённого пункта          | Население |
| - | ---------------- | ------------------------------- | --------- |
| 1 | Башмаково        | деревня                         | →0        |
| 2 | Верхние Шорни    | деревня                         | →0        |
| 3 | Верхний Чумой    | деревня                         | ↗16       |
| 4 | Кабаново         | деревня                         | ↘3        |
| 5 | Мужбер           | деревня, административный центр | ↘163      |
| 6 | Нижние Шорни     | деревня                         | →3        |
| 7 | Сосновские Шорни | деревня                         | ↘139      |
| 8 | Узырмон          | деревня                         | ↗24       |
| 9 | Чумой            | село                            | ↘133      |